# 愛知県道299号南中根小垣江線
愛知県道299号南中根小垣江線（あいちけんどう299ごう みなみなかねおがきえせん）は、愛知県西尾市から刈谷市に至る一般県道である。

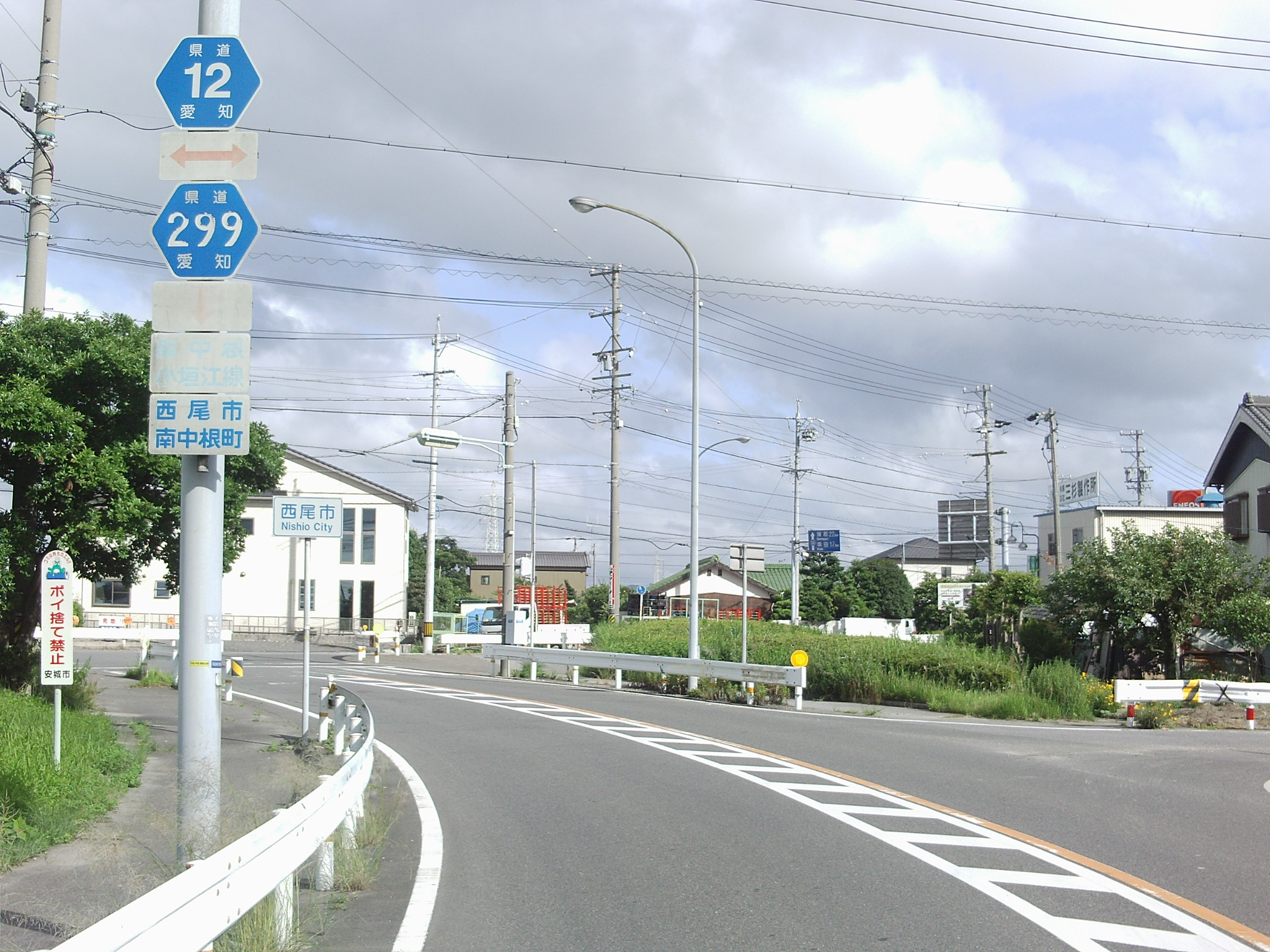
南中根町。起点付近のほんの僅かな区間のみ西尾市の市域。

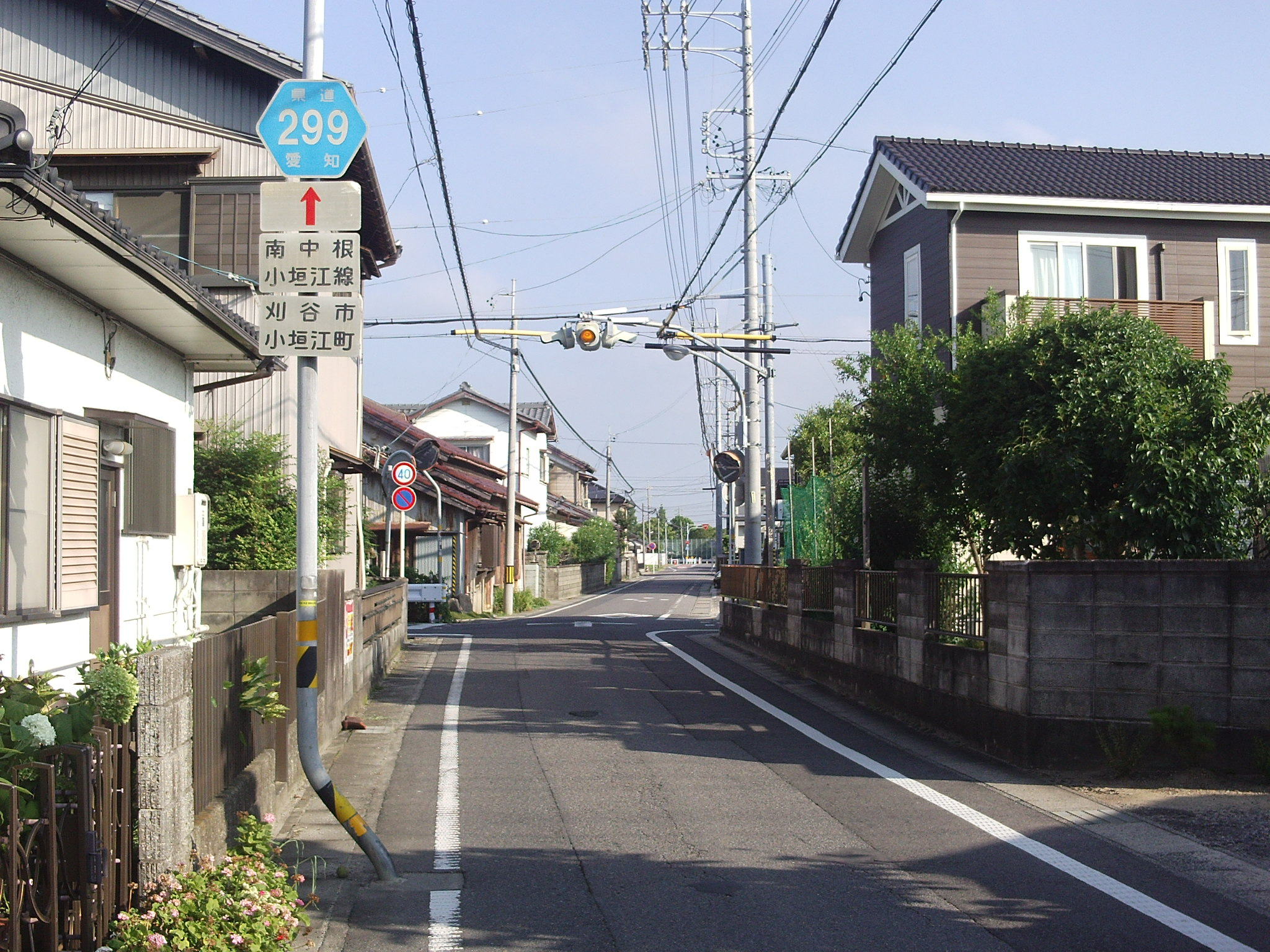
小垣江町。この県道はところどころ道幅が狭い区間（生活道路）がある。

## 概要

### 路線データ
- 起点：西尾市南中根町（愛知県道12号豊田一色線交点）
- 終点：刈谷市小垣江町（愛知県道50号名古屋碧南線交点）

## 沿革
- 1959年12月15日：認定

## 通過する自治体
- 愛知県
  - 西尾市 - 安城市 - 刈谷市

## 接続する道路
- 愛知県道12号豊田一色線（南中根町北交差点）
- 愛知県道45号安城碧南線（和泉町西交差点）
- 愛知県道295号道場山安城線（榎前交差点）
- 愛知県道47号岡崎半田線（高棚交差点）
- 国道419号（西永井田交差点）
- 愛知県道50号名古屋碧南線（小垣江町古浜田交差点）

## 周辺
- 国道23号知立バイパス 安城西尾インターチェンジ
- いずみ製菓本社
- 安城市立高棚小学校
- 刈谷市立小垣江東小学校
- 名鉄三河線 小垣江駅